# The Heart of Chicago 1967–1998 Volume II
The Heart of Chicago 1967–1998 Volume II je kompilacijski album chichaške rock zasedbe Chicago, ki je izšel leta 1998. Kot drugi del kompilacije The Heart of Chicago 1967–1997, vsebuje album mešanico skladb, ki jih je skupina izdala v času svoje 30-letne kariere.
Tako kot prvi del kompilacije, je tudi drugi del znan po tem, da vsebuje dve novi skladbi. »Here in My Heart« in »Here in My Heart« je produciral Roy Bittan, sicer član Springsteenove skupine E Street Band.
The Heart of Chicago 1967–1998 Volume II ni dosegel uspeha predhodnika in je dosegel le 154. mesto ameriške lestvice Billboard 200, na lestvici pa je ostal dva tedna. Oba dela kompilacije sta primerljiva kompilaciji The Very Best of Chicago: Only the Beginning, ki je leta 2002 izšla pri založbi Rhino Records.

## Seznam skladb
| Št.             | Naslov                                                     | Pisec                                     | Z albuma                        | Dolžina |
| --------------- | ---------------------------------------------------------- | ----------------------------------------- | ------------------------------- | ------- |
| 1.              | „Dialogue (Part I & II)‟                                   | Robert Lamm                               | Chicago V, 1972                 | 7:10    |
| 2.              | „Old Days‟                                                 | James Pankow                              | Chicago VIII, 1975              | 3:30    |
| 3.              | „All Roads Lead to You‟ (nova skladba)                     | Marc Beeson/Desmond Child                 | prej neizdana                   | 4:20    |
| 4.              | „Love Me Tomorrow‟                                         | Peter Cetera/David Foster                 | Chicago 16, 1982                | 4:59    |
| 5.              | „Baby, What a Big Surprise‟                                | Cetera                                    | Chicago XI, 1977                | 3:06    |
| 6.              | „You're Not Alone‟                                         | Jim Scott                                 | Chicago 19, 1988                | 3:57    |
| 7.              | „What Kind of Man Would I Be?‟                             | Jason Scheff/Chas Sandford/Bobby Caldwell | Chicago 19                      | 4:19    |
| 8.              | „No Tell Lover‟ (malenkost drugačna verzija kot na albumu) | Cetera/Lee Loughnane/Danny Seraphine      | Hot Streets                     | 3:49    |
| 9.              | „Show Me a Sign‟ (nova skladba)                            | Pankow/Greg O'Connor                      | prej neizdana                   | 3:37    |
| 10.             | „(I've Been) Searchin' So Long‟                            | Pankow                                    | Chicago VII, 1974               | 4:29    |
| 11.             | „Call on Me‟                                               | Loughnane                                 | Chicago VII                     | 4:02    |
| 12.             | „I Don't Wanna Live Without Your Love‟                     | Diane Warren/Albert Hammond               | Chicago 19                      | 3:57    |
| 13.             | „Feelin' Stronger Every Day‟                               | Cetera/Pankow                             | Chicago VI, 1973                | 4:13    |
| 14.             | „Stay the Night‟                                           | Cetera/Foster                             | Chicago 17, 1984                | 3:46    |
| 15.             | „I'm a Man‟                                                | Jimmy Miller/Steve Winwood                | Chicago Transit Authority, 1969 | 7:39    |
| 16.             | „25 or 6 to 4‟                                             | Lamm                                      | Chicago, 1970                   | 4:50    |
| Skupna dolžina: | Skupna dolžina:                                            | Skupna dolžina:                           | Skupna dolžina:                 | 71:56   |